# Karolewo (Chojnice)
Pour les articles homonymes, voir Karolewo.
Karolewo est une localité polonaise de la gmina rurale et du powiat de Chojnice situés en voïvodie de Poméranie. 

## Géographie

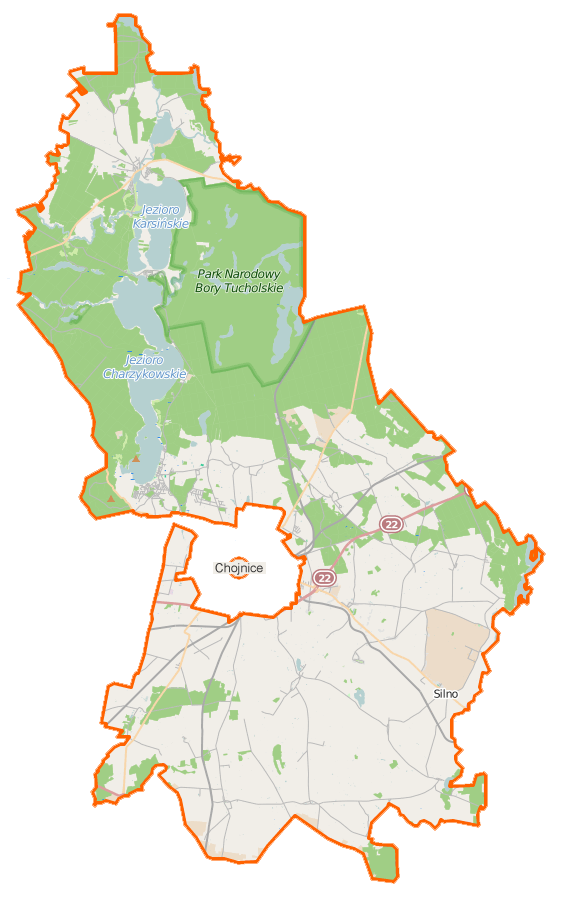
Carte de la gmina de Chojnice.